# 현삼식
현삼식(玄三植, 1947년 6월 22일~ )은 대한민국의 정치인이다. 민선5·6기 제3·4대 경기도 양주시장을 역임했다. 본관은 연주. 종교는 천주교이며, 세례명은 알비노이다. 선거법 위반으로 2015년 8월 19일 시장직을 상실하였다.

## 학력
- 1947년 6월 22일 경기도 양주군 출생
- 1954 ~ 1960 경기 양주초등학교(現 의정부중앙초등학교) 졸업
- 1960 ~ 1963 경기 의정부중학교 졸업
- 1963 ~ 1966 경기 의정부공업고등학교 졸업
- 경민대학 사회복지과 졸업

## 경력
- 2003 ~ 2006 양주시청 사회산업국 국장
- 2007 한나라당 중앙위원회 동두천지회 지회장,한나라당 중앙위원회 양주지회 지회장,한나라당 중앙위원회 행정자치분과 상임위원
- 2009 ~ 2009.12 국제피플투피플 한국본부 양주챕터 지회장
- 2009.05 희망코리아 양주지회 지회장
- 2009.11 국민권익위원회 명예권익상담위원
- 2010.07 ~ 2014.06 제3대 경기도 양주시장(한나라당 소속)
- 2014.07 ~ 2015.08 제4대 경기도 양주시장(새누리당 소속)

## 수상
- 1992 대통령 표창
- 1983 농림부장관 표창
- 1979 내무부장관 표창
- 1974 경기도지사 표창

## 역대 선거 결과
|  | 37.30% |

|  | 52.21% |